# جزر القائد العام
جزر القائد العام (بالإنجليزية: Constable Islands)‏ هما جزيرتين توئمين بغويانا الفرنسية.
كلمة Connétable وهي التسمية الفرنسية للجزيرة أصلها من كلمة هولندية هي constapel وتعني مدفعي باللغة الهولندية.